# Klemens Ritter von Bezard
Klemens Bezard Klemens Fryderyk Karol von Bezard (ur. 30 października 1877 w Przyborowie, zm. 21 lutego 1918 w Cieśninie Otranto) – oficer Cesarskiej i Królewskiej Marynarki Wojennej, kapitan czterech austro–węgierskich okrętów podwodnych (SM U-1, SM U-2, SM U-20, SM U-23).  

## Życiorys
Urodził się 30 października 1877 w Galicji, w Przyborowie koło Brzeska, w rodzinie o długich tradycjach wojskowych. Jego ojcem był Johann Bezard – pułkownik cesarsko-królewskiej armii austriackiej, matką Anna Maria von Bézard (z d. Gartenauer). Ojciec był majorem w 20 Galicyjskim Pułku Piechoty Księcia Pruskiego Henryka w Nowym Sączu. Za zasługi w Wojnie prusko-austriackiej 1866 otrzymał Order Korony Żelaznej (Orden der Eisernen Krone) III klasy, co było również związane z nadaniem dziedzicznego tytułu kawalerskiego (niem. Ritter). Rodzina Bezardów zamieszkała w majątku ofiarowanym ojcu Jana za nienaganną służbę w armii austriackiej. Starszy brat Jan Bezard był oficerem armii austriackiej, topografem, konstruktorem busoli tzw. „bezardy”, pułkownikiem dyplomowanym Wojska Polskiego.
Żonaty z Anną Marią Eleonorą Pauliną (ur. 21 września 1889 w Wiedniu). Ślub odbył się w 1911 roku w Krakowie. Jego żona była jedyną córką generała pułkownika Paula Puhallo von Brlog, wówczas komendanta 46 Dywizji Piechoty Obrony Krajowej w Krakowie.
Bezardowie mieli dwóch synów – Klemensa (Klemi) von Bézarda (ur. 15 października 1912 r. w Puli) oraz Andrzeja Michała Marię von Bézarda (ur. 31 paź 1916 r. w Bratysławie).
Klemens Bezard w wieku 16 lat (wrzesień 1893 r.) wstąpił do Cesarsko–Królewskiej Akademii Marynarki Wojennej we Fiume będącej jedynym ośrodkiem szkoleniowym dla przyszłych oficerów marynarki wojennej austriackiej marynarki wojennej. W okresie od października 1908 r. do kwietnia 1909 r. uczestniczył w kursie dla oficerów broni torpedowej oraz okrętów podwodnych.
Od 22 czerwca 1911 do 10 maja 1912 r. dowodził okrętem podwodnym SM U-2. Okręt SM U-2 został zwodowany 3 kwietnia 1909 r. Od maja 1909 Klemens Bezard nadzorował w stoczni prace związane z budową tego okrętu. U-2 oficjalnie został przyjęty do służby 22 czerwca 1911 roku, a jego pierwszym dowódcą został Klemens Ritter von Bézard. Okręt służył jako jednostka szkolna i odbywał w tej roli do dziesięciu rejsów szkolnych na miesiąc.
Od 10 maja 1912 do 31 grudnia 1913 r. dowodził niewielkim torpedowcem SM Tb XXXV oraz odbył kurs dla oficerów artylerii. Po wybuchu I Wojny Światowej otrzymał przydział jako oficer artylerii kalibru 190 mm na pancerniku SMS Erzherzog Karl wchodzącym w skład III Dywizjonu Pancerników Austro-Węgierskiej Marynarki Wojennej. Bezard pełnił służbę na pancerniku w okresie od 4 sierpnia 1914 r. do 16 grudnia 1915 r. W tym okresie pancerniki typu Erzherzog Karl zostały zmobilizowane w celu osłony ucieczki SMS „Goeben” i SMS „Breslau”. W towarzystwie innych austro-węgierskich jednostek, trzy okręty typu Erzherzog Karl wzięły udział w bombardowaniu Ankony 24 maja 1915 roku. Okręty zużyły 24 pociski przeciwpancerne kal. 240 mm ostrzeliwując stacje przekaźnikowe i semaforowe oraz 74 pociski kal. 190 mm do bombardowania włoskich baterii obrony wybrzeża i innych instalacji portowych.
Od 17 grudnia 1915 do 27 maja 1916 r. dowodził okrętem podwodnym SM U-1.
Od 28 maja 1916 do 14 kwietnia 1917 r. dowodził okrętem podwodnym SM U-20. 18 września 1916 roku okręt SM U-20 został zwodowany. Próby morskie odbywały się przez kolejnych kilka miesięcy, w trakcie których okręt przechodził modyfikacje i naprawy licznych usterek. Podczas jednej z prób w dniu 15 marca 1917 r. w kanale Fažana SM U-20 został staranowany przez lekki krążownik Admiral Spaun. W wyniku tego zdarzenia uszkodzeniu uległ kiosk okrętu, skrzywione zostały peryskopy, oraz zerwane działo pokładowe. Po tym zdarzeniu okręt przebywał w naprawie kolejnych siedem miesięcy. 11 kwietnia 1917 r. kapitan Bezard został ukarany pisemną naganą, a następnie  14 kwietnia 1917 r. przeniesiony na SM U-23.
Od 15 kwietnia 1917 do 21 lutego 1918 r. dowodził okrętem podwodnym SM U-23. U-23 został zwodowany 5 stycznia 1917 r. Podobnie jak na U-20 również w przypadku U-23 próby morskie odbywały się przez kolejnych kilka miesięcy, w trakcie których okręt przechodził modyfikacje i naprawy licznych usterek. 23 sierpnia w trakcie testów okręt zanurza się na głębokość 42 metrów. Ostatecznie wszedł do służby 1 września 1917 r. We wrześniu i październiku  załoga przechodzi szkolenie w pobliżu portu w Pola. W okresie od 28 listopada do 3 grudnia 1917 r. okręt prowadzi patrol bojowy w rejonie Pesaro (pomiędzy Rimini a Ankoną). Niestety w tym czasie nie napotkał żadnych wrogich jednostek. Przez te sześć dni pojawiły się różne niedociągnięcia techniczne, więc po zakończeniu rejsu U-23 musiał udać się do bazy Pola i Brioni, aby dokonać niezbędnych napraw. Po ich zakończeniu 23 grudnia został przebazowany do bazy w Catarro, gdzie wpłynął w dniu 25 grudnia. 1 lutego 1918 r. na jednostkach nawodnych stacjonujących w bazie doszło do buntu marynarzy. Marynarze z jednostek podwodnych nie brali udziału w buncie. Po zażegnaniu buntu 20 lutego 1918 załoga U-23 otrzymała rozkaz wypłynięcia na patrol w celu zwalczania statków wroga w Cieśninie Otranto.
Dowodzony przez Klemensa von Bezarda U 23 natknął się 21 lutego 1918 r. w rejonie Cieśniny Otranto na włoski konwój eskortowany przez trzy torpedowce, przewożący 1000 żołnierzy z Brindisi do Valony (ob. Vlorë w Albanii). Dowódca U-Boota rozpoczął manewry, aby zająć pozycję dogodną do przeprowadzenia ataku. Jeden z torpedowców o nazwie Airone, po dostrzeżeniu okrętu podwodnego  zmienił kurs zamierzając go staranować. Transportowiec zmienił kurs, a najbliższy z torpedowców z 500 metrów rozpoczął szarżę na widoczny w wodzie peryskop. Korvettenkapitän von Bézard był tak zajęty prowadzeniem ataku na parowiec, że nie zauważył zamiaru torpedowca. Po odpaleniu torpedy U-Boot podniósł się samoczynnie, tak że na powierzchni morza pokazał się kiosk. Włoski torpedowiec Airone zrzucił bomby głębinowe, których eksplozje początkowo nie wyrządziły U-Bootowi żadnej szkody. Dopiero podczas próby ucieczki poprzez szybkie zanurzenie, okręt został zatopiony. U 23 wraz z całą załogą znalazł śmierć na dnie Adriatyku pośród podwodnych wybuchów i wydobywających się spod wody bąbli powietrza. Na powierzchni unosiły się wyłącznie szczątki okrętu oraz plama oleju.
Okręt kapitana Bezarda został zatopiony, kiedy zawadził o podwodny trał ciągniony przez torpedowiec Airone. (Parawan – trał zawierający 36 kg trotylu, ciągniony okręt). Ładunek wybuchał automatycznie w momencie kiedy okręt podwodny dotknął trału lub kabla). 
Pośmiertnie kapitan Klemens Ritter von Bezard został w dniu 1 maja 1918 awansowany do rangi Korvettenkapitän (Komandor podporucznik).

## Awanse
- 23 kwietnia 1900 Seekadett (1 klasy) (Podporucznik)
- 1 listopada 1901 Fregattenleutnant (Porucznik)
- 1 maja 1908 Linenschiffleutnant (Kapitan)
- 1 maja 1918 Korvettenkapitän (pośmiertnie) (Komandor podporucznik)[3]

## Okręty podwodne
- k.u.k. U2 22 czerwca 1911 – 10 maja 1912
- k.u.k. U1 17 grudnia 1915 – 27 maja 1916
- k.u.k. U20 28 maja 1916 – 14 kwietnia 1917
- k.u.k. U23 15 kwietnia 1917 – 21 lutego 1918 (+)[3].

## Ordery i odznaczenia
- Krzyż Jubileuszowy Wojskowy (Militär-Jubiläumskreuz) – 1908 r.
- Krzyż Pamiątkowy Mobilizacji 1912–1913 (Erinnerungskreuz 1912–1913)
- Krzyż Wojskowy Karola (Karl-Truppenkreuz) – 1917 r.
- Brązowy Medal Zasługi Wojskowej z mieczami 1 stycznia 1918 (Militärverdienstmedaille)[9].